# Teatro del pueblo (Casona)
Teatro del pueblo y Teatro ambulante fueron los nombres con los que se conoció a la sección teatral de las Misiones Pedagógicas creadas por Manuel Bartolomé Cossío, dentro del proyecto educativo patrocinado por el Gobierno de la Segunda República Española a partir del Museo Pedagógico Nacional e inspirado en la filosofía de la Institución Libre de Enseñanza. Estuvo dirigido por Alejandro Casona y formado por jóvenes estudiantes universitarios. El proyecto fue contemporáneo de la compañía de teatro universitario La Barraca de Federico García Lorca y Eduardo Ugarte.

## La evocación de Casona
En diferentes épocas y distintas entrevistas, Alejandro Casona describió con precisión y nostalgia el origen, desarrollo e inolvidables experiencias vividas con el teatro ambulante de las Misiones Pedagógicas. Todo partió del encargo que personalmente le hizo Cossío, presidente del Patronato. Casona reproduce el diálogo de la emotiva entrevista haciendo hablar así a don Manuel: "¿Tú no dices que te sacudió el teatro la primera vez que lo viste? ¿No me contaste que aquella noche en que viste la primera representación teatral no pudiste dormir? A los campesinos debe producirles algo igual. Hay que hacerlo." Y lo hicimos -concluye Casona.

"A semejanza de la Carreta de Angulo el Malo, que atraviesa con su bullicio colorista las páginas del Quijote, el teatro estudiantil de las Misiones era una farándula ambulante, sobria de decorados y ropajes, saludable de aire libre, primitiva y jovial de repertorio. Formado por estudiantes y consagrado a auditorios sin letras, no podía ser de otra manera. Durante los cinco años en que tuve la fortuna de dirigir aquella muchachada estudiante, más de trescientos pueblos- en aspa desde Sanabria a la Mancha y desde Aragón a Extremadura, con su centro en la paramera castellana- nos vieron llegar a sus ejidos, sus plazas o sus porches, levantar nuestros bártulos al aire libre y representar el sazonado repertorio ante el feliz asombro de la aldea. Si alguna obra bella puedo enorgullecerme de haber hecho en mi vida, fue aquella; si algo serio he aprendido sobre pueblo y teatro, fue allí donde lo aprendí. Trescientas actuaciones al frente de un cuadro estudiantil y ante públicos de sabiduría, emoción y lenguaje primitivos son una educadora experiencia".
Nota preliminar a Retablo jovial, Alejandro Casona

Sáinz de Robles, en el prólogo a las Obras completas de Casona, reproduce otra evocación, complementaria y descriptiva, que hizo el director del Teatro del pueblo en 1937, en un diario mexicano:

"Era un teatro como el que pasa en la carreta del Quijote: sencillo, montado casi siempre en la plaza pública, con un escenario levantado con maderas toscas por los propios muchachos artistas. Los trajes eran muy sencillos, realizados con un gasto mínimo de unas pesetas, y el carácter general de este teatro era la belleza, predominantemente lírica, aliándose con las antiguas canciones populares corales y los romances tradicionales. El camión que nos conducía hacía su aparición en una aldea, tocábamos los heraldos como compañía de cómicos “en el Corral de Doña Elvira” y en pocos momentos estábamos ya en función, regalando a aquella pobre gente olvidada un poco de recreo y bienestar espiritual. Después obsequiábamos algunos volúmenes para fomentarles una biblioteca y hacíamos un poco de música folklórica del siglo al que se remontaba nuestra representación.

## Repertorio
Adaptadas por el propio Casona, se seleccionaron, entre otras piezas: una Égloga de Juan del Encina; La Carátula, El Convidado y Las Aceitunas de Lope de Rueda; Los Alcaldes de Daganzo y El Juez de los Divorcios de Cervantes; y El Dragoncillo de Calderón de la Barca. En los intermedios se cantaban romances tradicionales, cantigas y otras formas musicales populares. Al final se repartían copias de romances como: El Conde Olinos; La Loba Parda; El Pastor Desesperado; La Condesita y Misa de Amor.
Tras una primera actuación en un pueblo toledano en 1932, se recorrieron 115 pueblos de Madrid, Ávila, Segovia, Toledo, Cuenca, Ciudad Real y Guadalajara.

## Comparación con "La Barraca"
En una de las referidas entrevistas, Casona, matiza las diferencias entre el teatro del pueblo de las misiones pedagógicas y La Barraca de Lorca y Ugarte:

"...La Barraca iba a poblaciones castellanas que tenían un teatro un poco decente, un poco sin cultivar, o de malos repertorios. Allí daban Lope bien presentado, modernamente hecho. Nosotros íbamos a llevar el teatro a los campesinos analfabetos que no sabían lo que el teatro era y que, por tanto, lo veían por primera vez. Por esa razón nuestro repertorio tenía que ser forzosamente más simple, piezas cortas con música y pequeñas danzas. Lo difícil era crear este repertorio, que no existía. Así pusimos en escena los Juicios de Sancho Panza en la ínsula Barataria, y otras cosas que estábamos seguros que iban a merecer una atención del pueblo, del pueblo auténtico, del pueblo aldeano, del pueblo sin libros, del pueblo virgen al que le llegaba por primera vez el teatro. Hoy habrá llegado ya la radio, el cine, la televisión. Entonces no había llegado todavía eso."